# デルタウイング
デルタウイング (DeltaWing) とは、アメリカのデルタウイング・レーシング・カーズが開発したオープンボディ・プロトタイプレーシングカーである。初期はインディカー・シリーズ、後にル・マン24時間レースへの参戦を目的に開発された。

## 概要

### 2012年用インディカーとしての誕生
プロジェクトが発足したのは2009年。当時2012年用のマシンの案を募集していたインディカー・シリーズに、チップ・ガナッシ・レーシングの援助を得てマシン案を提出した事で存在が明らかになる。翌年の2010年2月にはシカゴオートショーにてプロトタイプが披露されたが、主催団体のIndyCarは2012年用のマシンをダラーラが提出した案で製作する事を決定したため、結局インディカー・シリーズのマシンには採用されなかった。

### 「プロジェクト56」としての再出発
デルタウイングのインディカー・プロジェクトは成功しなかったが、新たにオール・アメリカン・レーサーズ、2010年までLMP1でアキュラ・ARX-02を走らせていたハイクロフト・レーシング、IMSAのオーナーであるドン・パノスと共同プロジェクト「プロジェクト56」を始動、再スタートを切った。これはル・マン24時間レースを主催するフランス西部自動車クラブ (ACO) が2012年から始める“ガレージ#56”（新技術をプロモートするために新しく設置された出場枠）を利用し、ル・マンへの出場を目指すものである。2012年3月1日に、バトンウィロー・レースウェイ・パークで初走行を行った。
2012年3月13日、プロジェクトに日産自動車が参加することが明らかになった。エンジン供給のほかチーム自体のスポンサーも務め、ル・マンには『ニッサン-デルタウィング』のエントラント名でエントリーした。さらにドライバーには日産に馴染みの深いミハエル・クルムと本山哲、そしてハイクロフト・レーシングで活動するマリーノ・フランキッティの3人が起用された。

### インディ・ライツ
2012年8月には、インディカー・シリーズの下位カテゴリーであるインディ・ライツが、2014年から採用する新シャシーの候補の一つとして、デルタウイング（ル・マン仕様ではなく、元々インディカー・シリーズ用に提案されていたシングルシーター仕様）を検討していることが明るみに出た。

## 車体

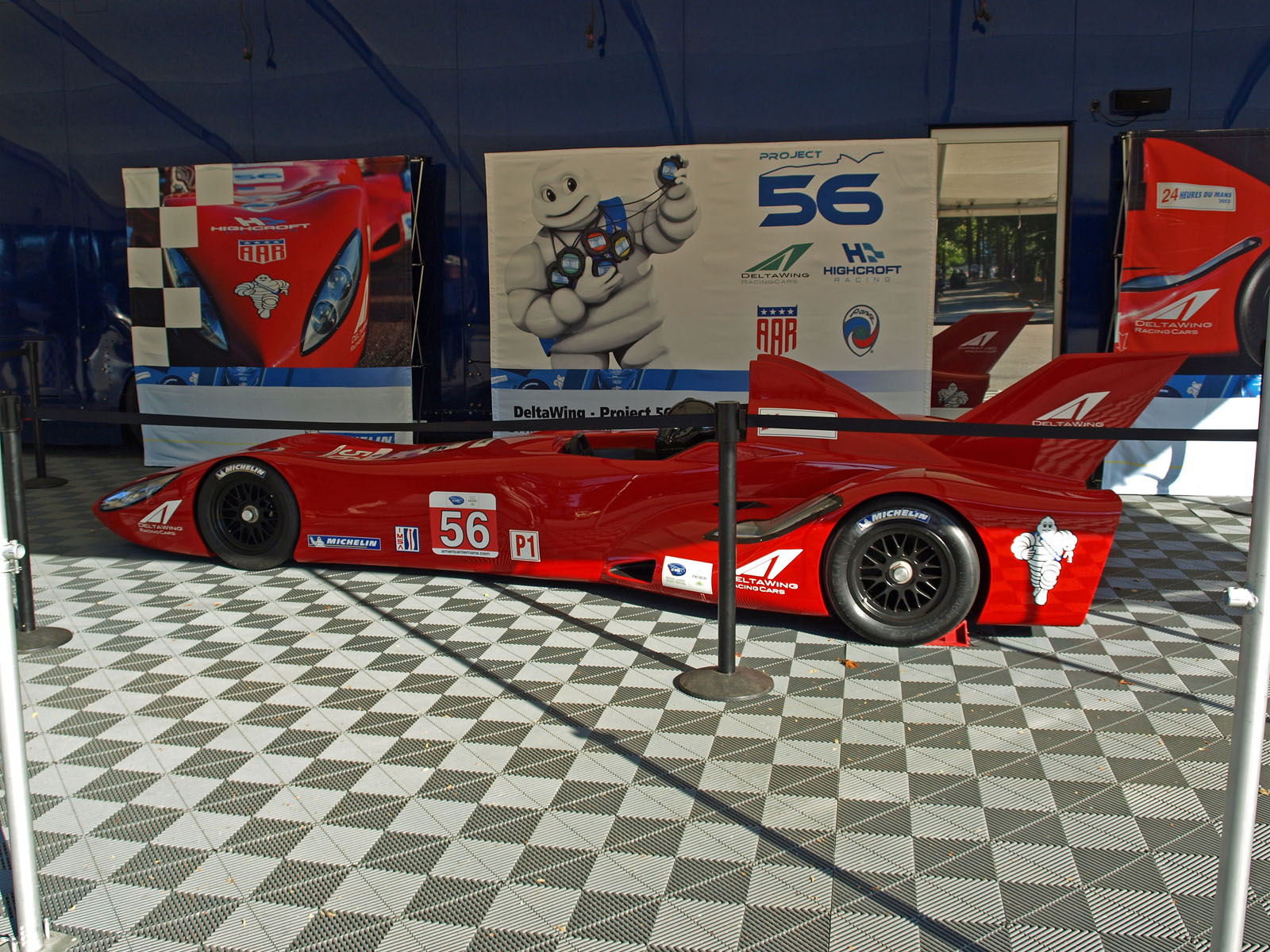
側面から見たデルタウイング

設計は元ローラ・カーズの設計士である、デルタウイング・レーシング・カーズのベン・ボウルビーが担当。少し見ただけでは三輪車と見間違うような、三角形（デルタ）の斬新な車体形状が特徴的である。これは空気抵抗を低減し、ドライバーの安全を確保するためのデザインであるという。一般のプロトタイプレーシングカーに装着されているような前後のウイングは無く、替わりにリアに直線走行安定用の垂直フィンを装備している。ダウンフォースは車体下面のベンチュリ構造で生み出される。このようなボディデザインとなった結果、車体前部のトレッドは後部と比べて約3分の1と極めて狭くなっている。
重量配分が約3:7と極端に後ろ寄りになっており、ほとんどのコーナリングフォースが後輪で発生する。ミシュランが供給する特製フロントタイヤは幅が10cmしかない。設計上フロントが1輪でも問題なく曲がることができるが、パンクした時の安全性を考慮して2輪にしている。
ボディには、ドン・パノスが所有するエラン・モータースポーツ・テクノロジー社（以下EMT）が製作した新素材「リサイカブル・エナジー・アブソービング・マトリクス・システム（以下REAMS）」が使用されている。これは「TEGRIS」と呼ばれる、ミリケン・アンド・カンパニー社が製作したポリプロピレン製の新素材に、EMTで使用されていたいくつかの素材を組み合わせて作られたものである。ボディカラーはインディカーのプロトタイプがシルバー、ル・マン参戦発表時は赤、実戦仕様では黒一色にペイントされた。
車体の搭乗部のモノコックはアストンマーティン・AMR-Oneのものを流用している。また、エンジンとトランスミッションはどちらもストレスメンバーとしては使用されない。インディカーとして登場したモデルとル・マン用にデザインし直されたモデルとの違いは、単座から並列複座への改装（操縦席は発表時の左から右へ変更）、タイヤハウスの有無（インディカー仕様はタイヤ上部が外部に出ている）、ライトの有無、垂直尾翼の形状の違いなどである。

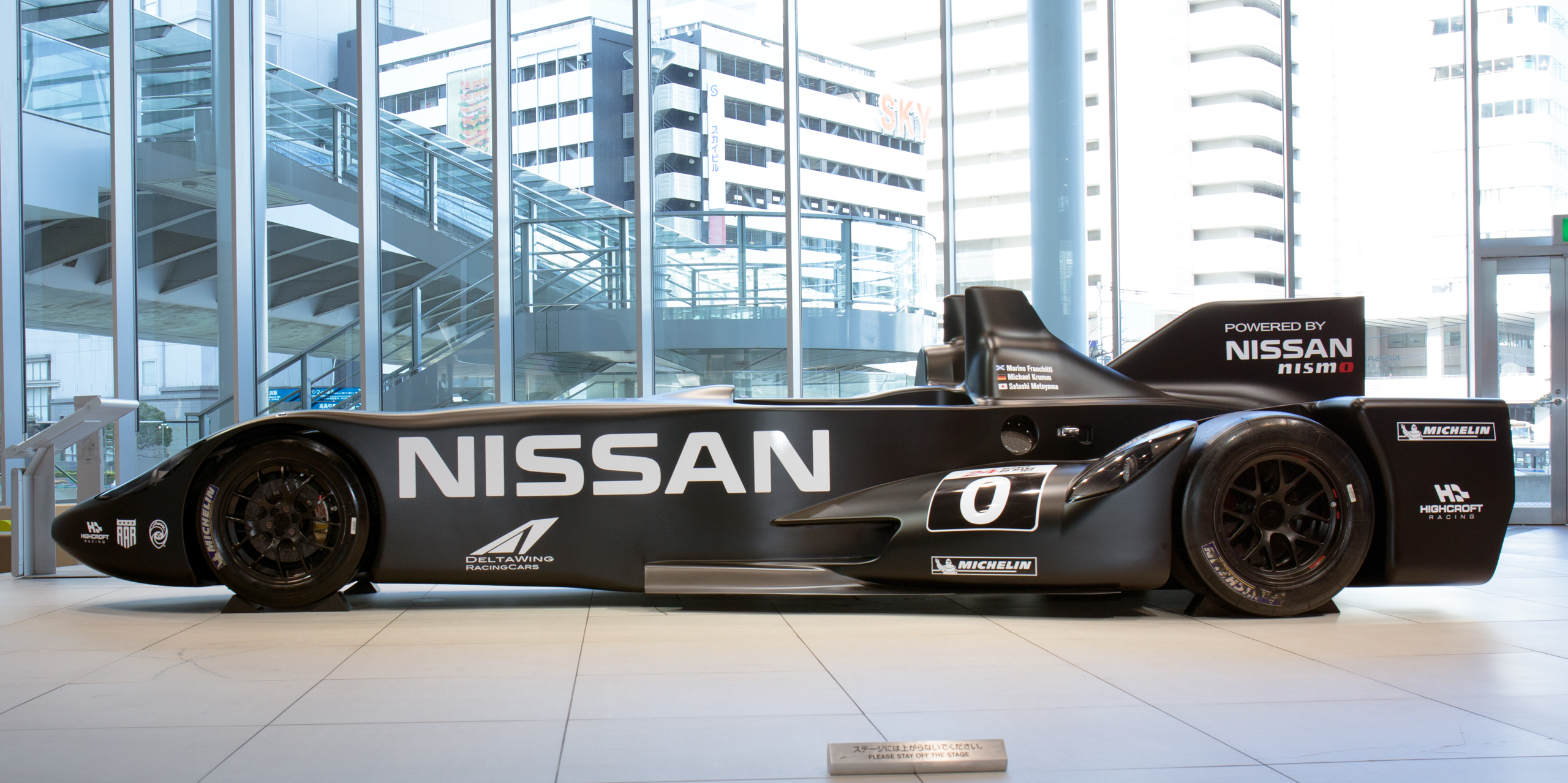
2012年型のデルタウイング（日産グローバル本社ギャラリー）

ル・マン用のエンジンは前述の通り日産から供給を受け、日産・ジュークに搭載される1.6L直列4気筒直噴ターボエンジン（MR16DDT）をベースにレースチューンしている。エンジン出力は300馬力と高くは無いが、車両重量が420kg（インディカー・シリーズ参戦表明時。ル・マン出場用のスペックでは475kg）と軽量であり、またcd値がオープンボディであるにもかかわらず0.24と低く抑えられている。インディカー・シリーズへの挑戦の際には、2011年までのマシンの半分の馬力、燃費で時速235マイル（約380km/h）の周回を実現できるとしていた。
ル・マンにおいてはLMP1クラスとLMP2クラスの中間の走行性能と予想されていたが、2012年の予選結果は3分42秒612で予選29位（LMP2クラスでは16位相当）にとどまっており、今のところLMP2クラスでも下位程度の性能しか発揮できていない。

## 戦績

### 2012年
2012年のル・マン24時間レースでコンペティションナンバー0を付け、賞典外 (範疇外車両) 参加としてデビューした。マイナートラブルに見舞われながらも6時間余りを走行したが、セーフティカー明けのリスタート時にLMP1のトップ集団に道を譲った際、中嶋一貴が乗るトヨタ・TS030 HYBRIDと接触してコース外にはじき出され、ウォールに接触。ドライバーの本山が修復を試みるもののダメージが大きく、そのままリタイアとなった（ただしデルタウィングもその前には、LMP2のガルフ・レーシングのマシンを半ば押し出すようにしてリタイヤさせている）。本山は「このコンセプトは、モーターレーシングの将来に大きな可能性を投げかけた」とコメントした。
続いて同年10月21日には、ロード・アトランタで行われたアメリカン・ル・マン・シリーズ（ALMS）のプチ・ル・マンに参戦。予選では10位相当のタイムを出しながらも、賞典外という理由で決勝では最後尾スタートとされたものの、決勝ではトップから6周遅れの総合5位にまで上がってレースを終えた。（なお、予選の際にストレートでポルシェと接触し宙を舞うクラッシュが起きている）

### 2013年以降

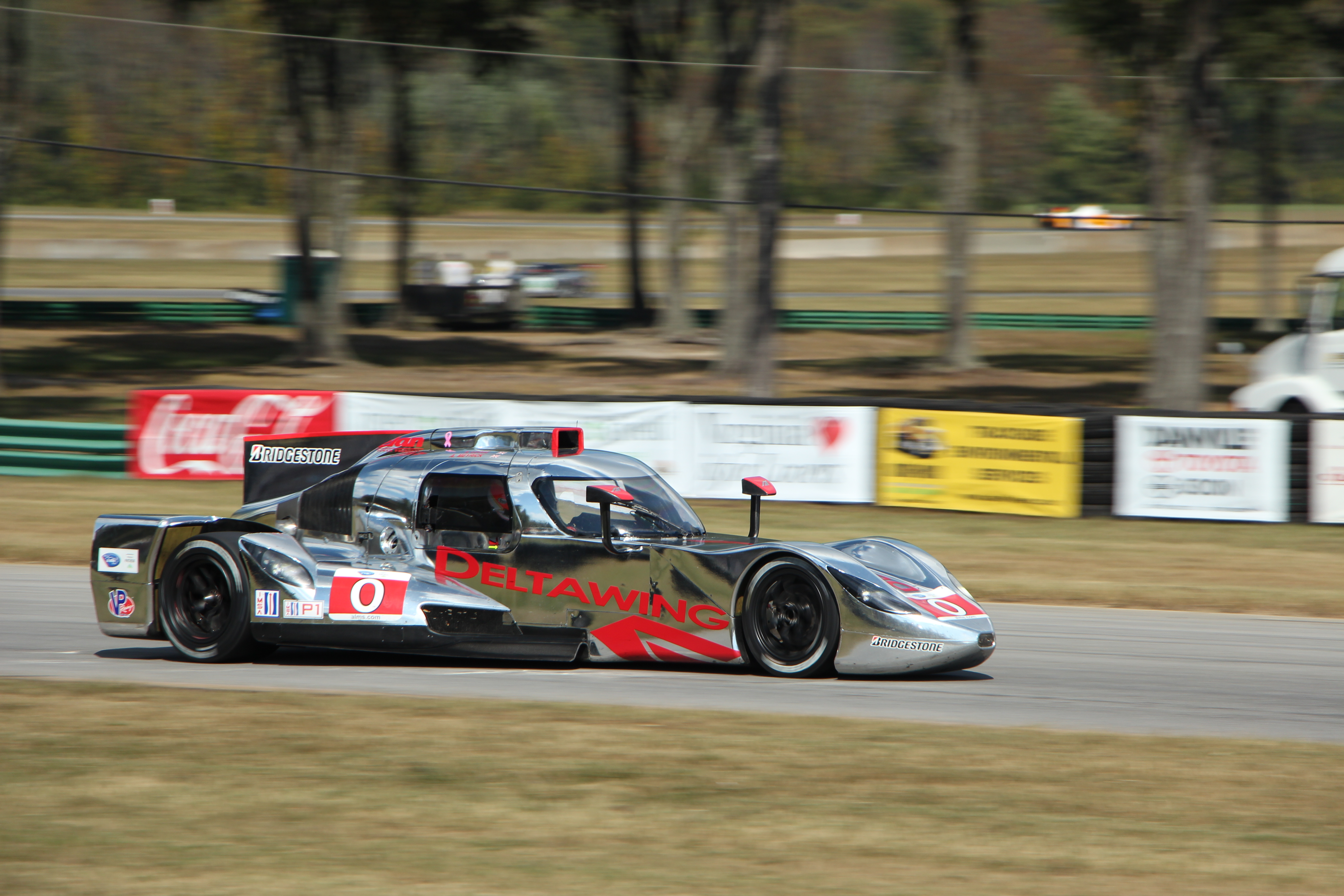
クーペ（2013年）

2013年は、前年にプロジェクトに参加していた日産・ミシュランの2社が「プロジェクトは一定の成果を上げた」として離脱。このためエンジンはマツダエンジンをエラン・モータースポーツがチューニングした2リッターターボを使用することになり、タイヤもブリヂストンに変更された。
2013年のALMSのP1クラスに参戦。セブリング12時間レースに参加したがスタート2時間程でエンジントラブルでリタイヤした。レースには発表された屋根付きのクーペではなく前年と同じく屋根無しのオープンカーの車両で参加。クーペモデルは9月のサーキット・オブ・ジ・アメリカズのレースから使用された。モノコックは以前のアストンマーティン・AMR-Oneの流用から専用設計されたものに変更された。
2014年は新たに開催される、ユナイテッド・スポーツカー選手権に参戦。プチ・ル・マンでは総合4位になった。
その後、2016年シーズンまで参戦した。

## 訴訟
パノスと袂を分かった日産が2013年ル・マンに参戦させたZEOD RCについて、パノスはこれをデルタウィングの情報を漏洩し、知的財産権を侵害するものとして訴訟を起こした。その後、2016年3月に法廷外で和解した。